# Československá hokejová liga 1936/1937
1. ročník československé hokejové ligy 1936/1937 se hrál pod názvem Státní liga.

## Herní systém
8 účastníků hrálo v jedné skupině jednokolově systémem každý s každým. Vítěz skupiny získal titul mistra Československa. Poslední dva týmy hrály baráž o udržení.

## Předligová kvalifikace o první ročník
Zdroj: 
Všichni účastníci premiérového ročníku se řádně kvalifikovali v soutěžích předchozí sezony:
- Pražská I. třída: LTC Praha, AC Sparta Praha, SK Slavia Praha
- Divize – jihozápadočeská: AC Stadion České Budějovice
- Divize – severovýchodočeská: LTC Pardubice (do ligy však byl nakonec zařazen tým z 2. místa – BK Mladá Boleslav)
- Divize – moravskoslezská: ČSK Vítkovice
- Divize – slovensko-podkarpatoruská: HC Tatry Poprad
- Mistrovství Německého svazu: Troppauer EV Opava

## Pořadí
| Poř. | Tým                         | Zápasy | Výhry | Remízy | Porážky | Skóre | Body |
| ---- | --------------------------- | ------ | ----- | ------ | ------- | ----- | ---- |
| 1.   | LTC Praha                   | 7      | 6     | 1      | 0       | 64:2  | 13   |
| 2.   | AC Sparta Praha             | 7      | 5     | 2      | 0       | 29:7  | 12   |
| 3.   | AC Stadion České Budějovice | 7      | 4     | 0      | 3       | 20:24 | 8    |
| 4.   | HC Tatry Poprad             | 7      | 3     | 1      | 3       | 18:14 | 7    |
| 5.   | ČSK Vítkovice               | 7      | 3     | 1      | 3       | 14:18 | 7    |
| 6.   | Troppauer EV Opava          | 7      | 2     | 1      | 4       | 10:19 | 5    |
| 7.   | SK Slavia Praha             | 7      | 2     | 0      | 5       | 8:31  | 4    |
| 8.   | BK Mladá Boleslav           | 7      | 0     | 0      | 7       | 6:54  | 0    |

## Baráž o udržení
- SK Slavia Praha – BK Mladá Boleslav 0:1

## Nejlepší střelci
- Josef Maleček (LTC Praha) – 16 gólů
- Oldřich Kučera (LTC Praha) – 14 gólů
- Mike Buckna (LTC Praha) – 8 gólů
- Murray Teeple (AC Sparta Praha) – 7 gólů
- Arthur McLean (AC Sparta Praha) – 6 gólů
- Václav Špatný (AC Stadion České Budějovice) – 6 gólů

## Zajímavosti
- První ligové utkání v historii se hrálo 3. ledna 1937 (ČSK Vítkovice – AC Sparta Praha 1:1). Původně se o hodinu dříve měly utkat Českého Budějovice s Mladou Boleslaví, kvůli oblevě na slepém ramenu Malše se však tento zápas odehrál až večer téhož dne, kdy led znovu zmrzl.
- K zisku titulu mistra Československa stačilo 7 utkání.
- Mužstva na prvních dvou místech nebyla v soutěži poražena. LTC Praha získal v konečné tabulce o 1 bod více než AC Sparta Praha, byť nastřílel více než dvojnásobek gólů (64 proti 29).
- Pozdějšímu mistru LTC Praha dokázalo jen mužstvo HC Tatry Poprad vstřelit 2 góly, zbylých 5 utkání LTC Praha vyhrál s nulou a Opavu porazil kontumačně, když hosté k utkání prvního kola do Prahy nedorazili.

## Rozhodčí
- Natan Ališ
- Blažek
- Černohorský
- Eisenmayer
- Frais
- Vilém Fröhlich
- Granzer
- Josef Herman
- Hlaváček
- Gustav Josek
- Karel Kolář
- Jan Krásl
- Kuderna
- Lašák
- Janda
- Jaroslav Janovský
- Jaroslav Kladrubský
- Miškovský
- Kotrč
- Polák
- Antonín Porges
- Jiří Reisenzahn
- Zdeněk Rektořík
- Riedl
- Karel Steigenhöfer
- Šedivý
- Slavík
- Topinka
- Vlk
- Vavrečka
- Živnůstka
- Ferdinand Winkler
- Vojtech Závodský
- Josef Ženíšek
- Jan Fleischmann
- Eisinger